# Jacob Brønnum Scavenius Estrup
Jacob Brønnum Scavenius Estrup (ur. 16 kwietnia 1825 w Sorø, zm. 24 grudnia 1913 w Kongsdal) – duński polityk, członek partii Højre. minister spraw wewnętrznych w latach 1865–1869 oraz  premier Danii i zarazem minister finansów od 1875 do 1894 roku.

## Życiorys
Estrup był synem właściciela ziemskiego Hectora Frederika Jansona Estrupa i odziedziczył majątek Kongsdal w Holbæk. W 1852 kupił również majątek Skafføgård w Randers.
Jako minister spraw wewnętrznych w rządzie Frijsa przejął kontrolę nad liniami kolejowymi na Jutlandii i Funen. Estrup rozwinął kolej w regionie Vendsyssel i budował nowe linie od Skanderborg do Silkeborg oraz wzdłuż zachodniego wybrzeża Jutlandii do Esbjerg, zyskując przydomek Minister Kolejowy. On również wybudował port w Esbjerg, który został przekształcony w ważne centrum eksportowe. W 1869 został zmuszony ustąpić ze stanowiska z powodu problemów zdrowotnych.
W 1875 roku Estrup był w stanie zastąpić Christena Andreasa Fonnesbecha na stanowisku premiera i utworzyć rząd. Estrup sam również mianował się Ministrem Finansów, być może najważniejsze stanowisko w państwie, gdyż Dania była ekonomicznie zniszczona po II wojnie o Szlezwik. W 1877 roku nie był w stanie zapewnić uchwalenia jego planu budżetowego w Folketingecie zgodnie z wymaganiami Konstytucji, ale wybrał pozostawienie problemu tak jak przewiduje prawo tymczasowe. Ta sytuacja powtarzała się w latach 1885–1894. Między innymi był on przeciwny przywódcom Venstre Christenowi Bergowi oraz Viggo Hørupowi.
Kiedy zamach się nie udał 21 października 1885 roku, Estrup zareagował wprowadzając chwilowe przepisy ograniczające prasę, ograniczając prawo na własną rękę i rozszerzenie uprawnień policji.
W 1894 roku Venstre i partia Estrupa – Højre zaczęła współpracować, aby uchwalić plan budżetu państwa, jednak Estrup zrezygnował. On nie będzie posiadał żadnych przyszłych stanowisk jako minister, ale zachował znaczny wpływ w kolejnych rządach tworzonych przez Højre.

## Odznaczenia
- Order Słonia (1878, Dania)[1]
- Krzyż Wielki z Brylantami Orderu Danebroga (1869, Dania)[1]
- Krzyż Srebrny Orderu Danebroga (1877, Dania)[1]
- Medal Pamiątkowy Złotych Godów Króla Chrystiana IX i Królowej Luizy (1892, Dania)[1]